# Sminthopsis bindi
Sminthopsis bindi é uma espécie de marsupial da família Dasyuridae. Endêmica da Austrália.
- Nome Popular: Dunnart-Kakadu

- Nome Científico: Sminthopsis bindi (van Dyck, Woinarski e Press, 1994)

## Características
Esta espécie foi descrita em 1994, o parente mais próximo é o Dunnart-da-Carpentária. Seu comprimento é de 5–8 cm com uma cauda fina e longa de 6–10 cm, e seu peso varia entre 10-25 gramas. Sua cor é cinza o ventre e as patas brancas.

## Hábitos alimentares
Sua dieta inclui artrópodes e outros insetos;

## Habitat
Vive em florestas montanhosas, ou terrenos rochosos;

## Distribuição Geográfica
Território do Norte e Queensland;